# Castillo de Sigüenza
El castillo de los Obispos de Sigüenza es un palacio-fortaleza situado en el municipio español de Sigüenza (Guadalajara) España. Erigido en el primer cuarto del siglo XII sobre otro anterior musulmán de comienzos del siglo VIII. Fue habitual residencia de los obispos seguntinos hasta mediados del siglo XIX. Ha sido reformado en los siglos XIV, XV, XVI y XVIII. Sufrió destrozos a comienzos del siglo XIX (el año 1811) por la invasión francesa, durante las guerras carlistas, y en el siglo XX, durante la guerra civil española del 36 al 39. Todo ello obligó a realizar una restauración casi total siguiendo los planos y documentos antiguos. Es Parador Nacional de Turismo desde 1972.

## Historia
Tiene remotos orígenes romanos. Los omeyas andalusíes levantaron un primer castillo o alcazaba.
Conquistado para el Reino de Castilla definitivamente en 1124, a los almorávides, por las mesnadas del arzobispo de Toledo Bernardo de Agén (c.1080-1152), de la Orden de Cluny, reinando en Castilla Doña Urraca, hija de Afonso VI, el que tomó Toledo, y madre de Alfonso VII, de la casa de Borgoña, llamado El Emperador. Desde entonces fue propiedad y feudo de los obispos de Sigüenza.
En 1298 sufrió el asalto por sorpresa de los partidarios del Infante Alfonso de la Cerda (1270-1333), aspirante al trono de Castilla, en la guerra que había en Castilla contra el rey niño Fernando IV (1285-1312). Estos asaltantes fueron desalojados por los vasallos del obispo García Martínez tras quemar las puertas del castillo mediante una cuba llena de tocino.

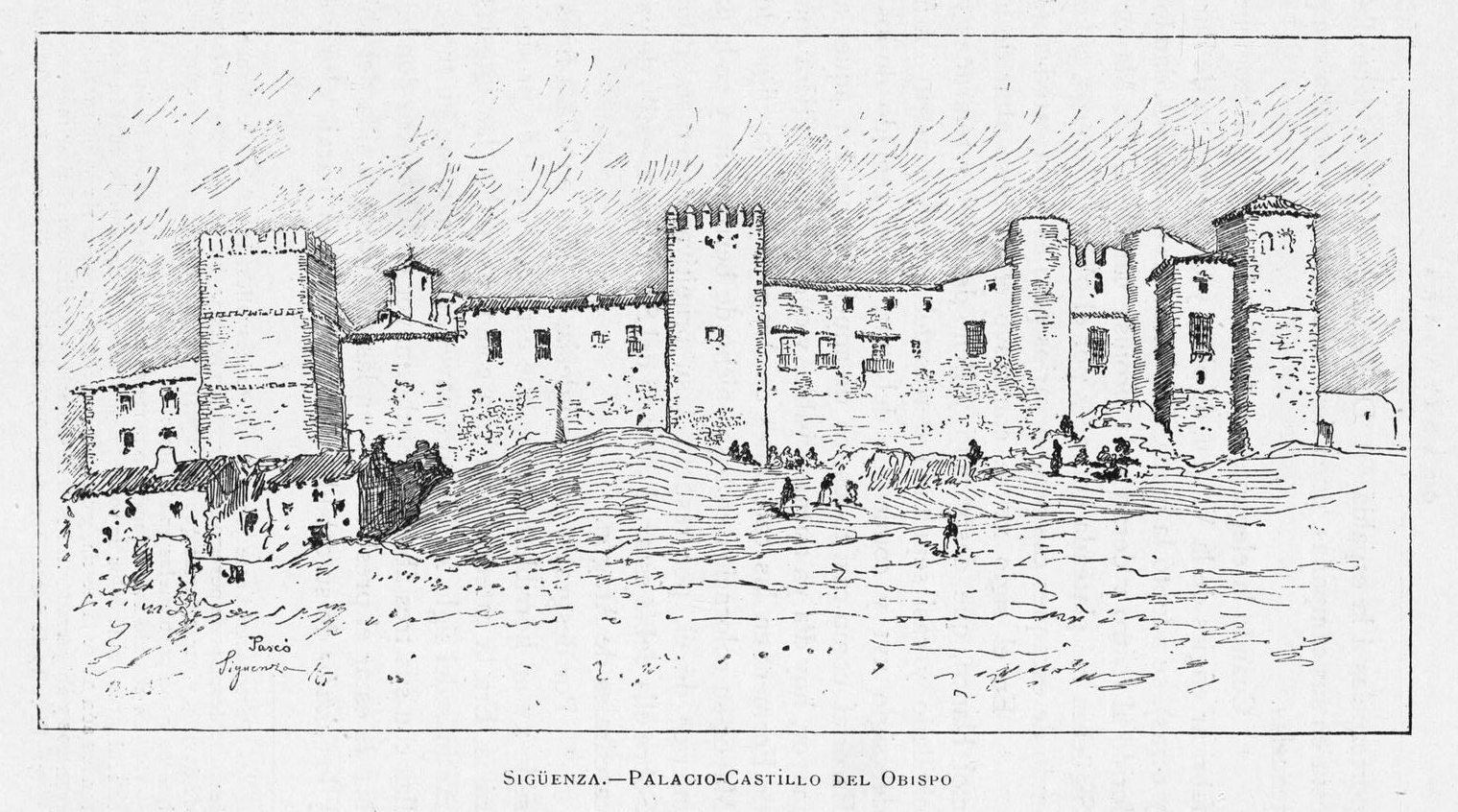
Castillo de Sigüenza en un dibujo de José Pascó (1886)

A principios del siglo XIV el obispo Simón Girón de Cisneros levantó la nueva puerta defendida por dos torres gemelas que da a la parte de la ciudad, y en 1355 Pedro I de Castilla se apoderó del castillo desterrando a su obispo, D. Pedro Gómez Barroso, y encarcelando en una torre a su esposa, Doña Blanca de Borbón (1339-1361) para evitar que sirviera de apoyo a los nobles que querían deponerle del trono. Cuatro años permaneció confinada Doña Blanca en este castillo (1355-1359): cuando llegó, ya casada, tenía tan sólo dieciséis años. Moriría asesinada a los veintidós años.
Durante el siglo XV sirvió de refugio contra las razias efectuadas por los navarros, durante la guerra de los Infantes de Aragón. El obispo Fernando Luján (1449-1465) mandó por entonces que todos los habitantes de Sigüenza acudieran armados a las murallas ante el toque de campana, so pena de la confiscación de sus bienes. A la muerte de Luján, en 1465, Diego López de Madrid fue elegido obispo sin la aprobación papal, y se hizo fuerte en el castillo. Aunque el papa no le reconoció en el cargo, resistió allí durante tres años, al cabo de los cuales la fortaleza no fue tomada por las armas sino por la traición de un criado. Le sucedió el gran Cardenal Mendoza (1428-1495), que siendo primero obispo de Sigüenza, mandó levantar la gran barbacana (o antemuro) que defiende las puertas y transformó la fortaleza en un palacio, similar por sus dependencias a las actuales del Parador.

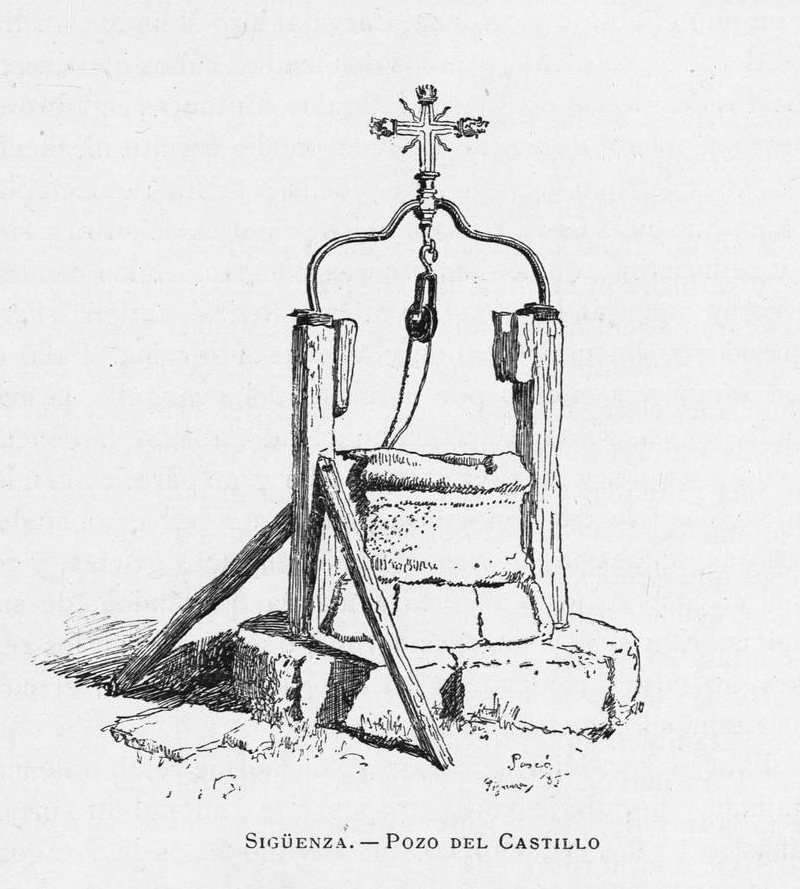
Pozo en el castillo

En los siglos sucesivos el castillo fue muy ampliado y modificado con edificaciones palaciegas de carácter civil como el llamado Salón del Trono y otras, abriéndose grandes ventanas y balcones. A finales del siglo XVIII el obispo Juan Díaz de la Guerra (1777-1800) acentuó el carácter residencial del castillo, creando oficinas y viviendas para funcionarios. Ha sido residencia de casi todos los reyes de Castilla a su paso por el lugar. En 1710, durante la Guerra de Sucesión (1701-1713) fue Cuartel general del Archiduque Carlos de Austria, pretendiente a la Corona de España. Partidarios de austrias y de borbones se alternaron en la posesión del castillo sin que éste sufriera daños. Últimamente y con las sucesivas obras, tenía más carácter de gran edificio civil que de castillo guerrero.
En 1808, durante la ocupación napoleónica (1808-1814) el castillo es usado como cuartel de las tropas francesas, que lo dañaron seriamente y saquearon todas sus riquezas. El hostigamiento de Juan Martín el Empecinado les obligaría a abandonarlo momentáneamente, para volver a ocuparlo en 1811. En 1827 vuelve a ser residencia de los obispos, y acoge al rey Fernando VII y su séquito cuando volvían del balneario de Solán de Cabras, donde buscaban la solución a la esterilidad de la reina María Josefa Amalia, que también buscaron en la ciudad de Sigüenza pidiendo la protección de Santa Librada. Precisamente aquel rey está en el origen de las guerras carlistas (1833-1876) cuando el castillo sirvió de nuevo como fortaleza por última vez, sufriendo grandes destrozos hasta el punto de ser abandonado por los obispos como residencia.
Su último destino fue como cuartel de la Guardia Civil. En la guerra civil del 1936-1939 fue destruido y después abandonado convirtiéndose en total ruina y sufriendo la depredación de los más valiosos elementos tales como rejas, azulejería, tallas, etc. Durante la dictadura de Francisco Franco (1939-1975) se decidió reconstruirlo como parador de turismo (1972).

### Transformación en parador (1972-1976)

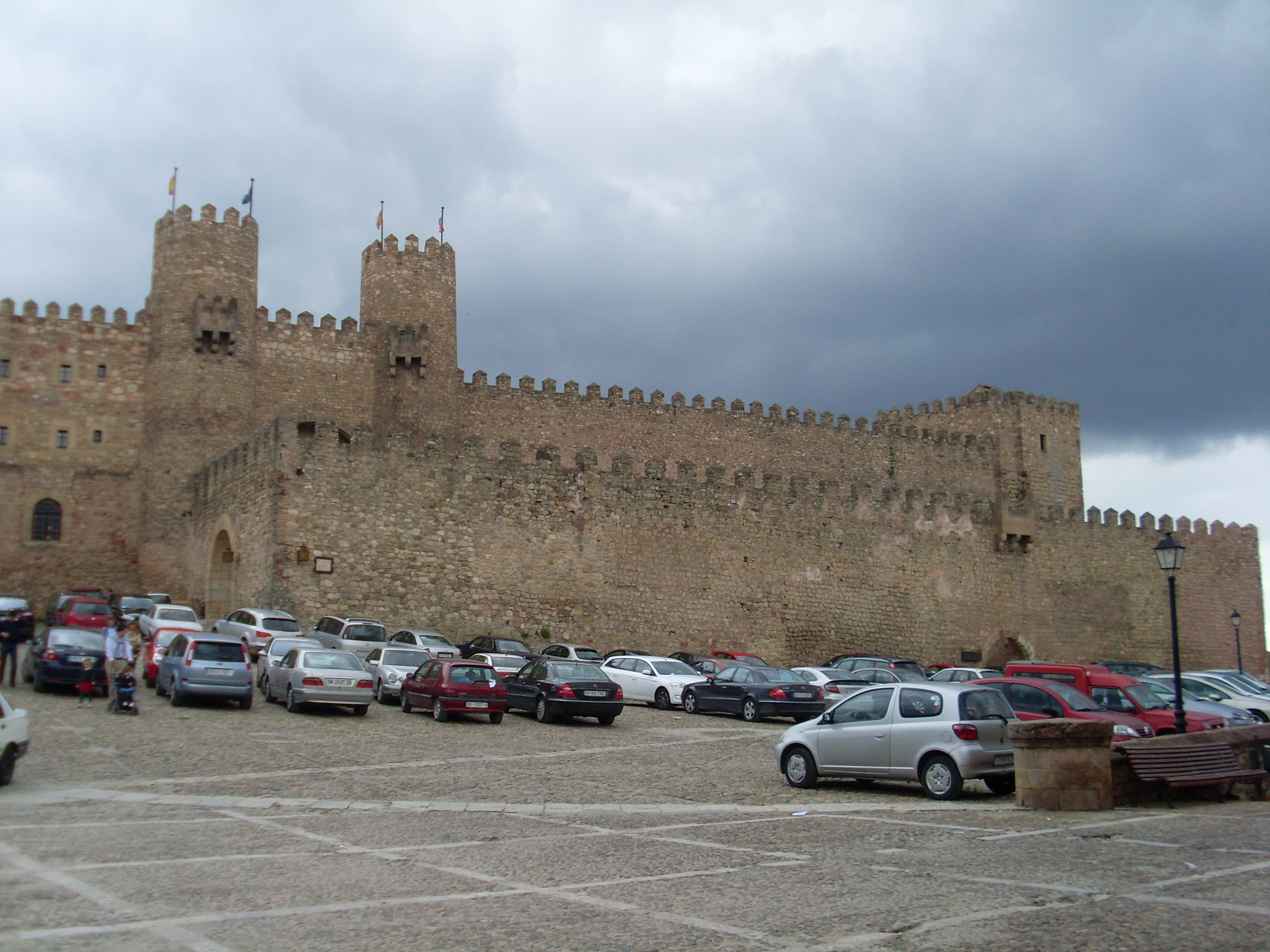
Vista frontal de la fortificación

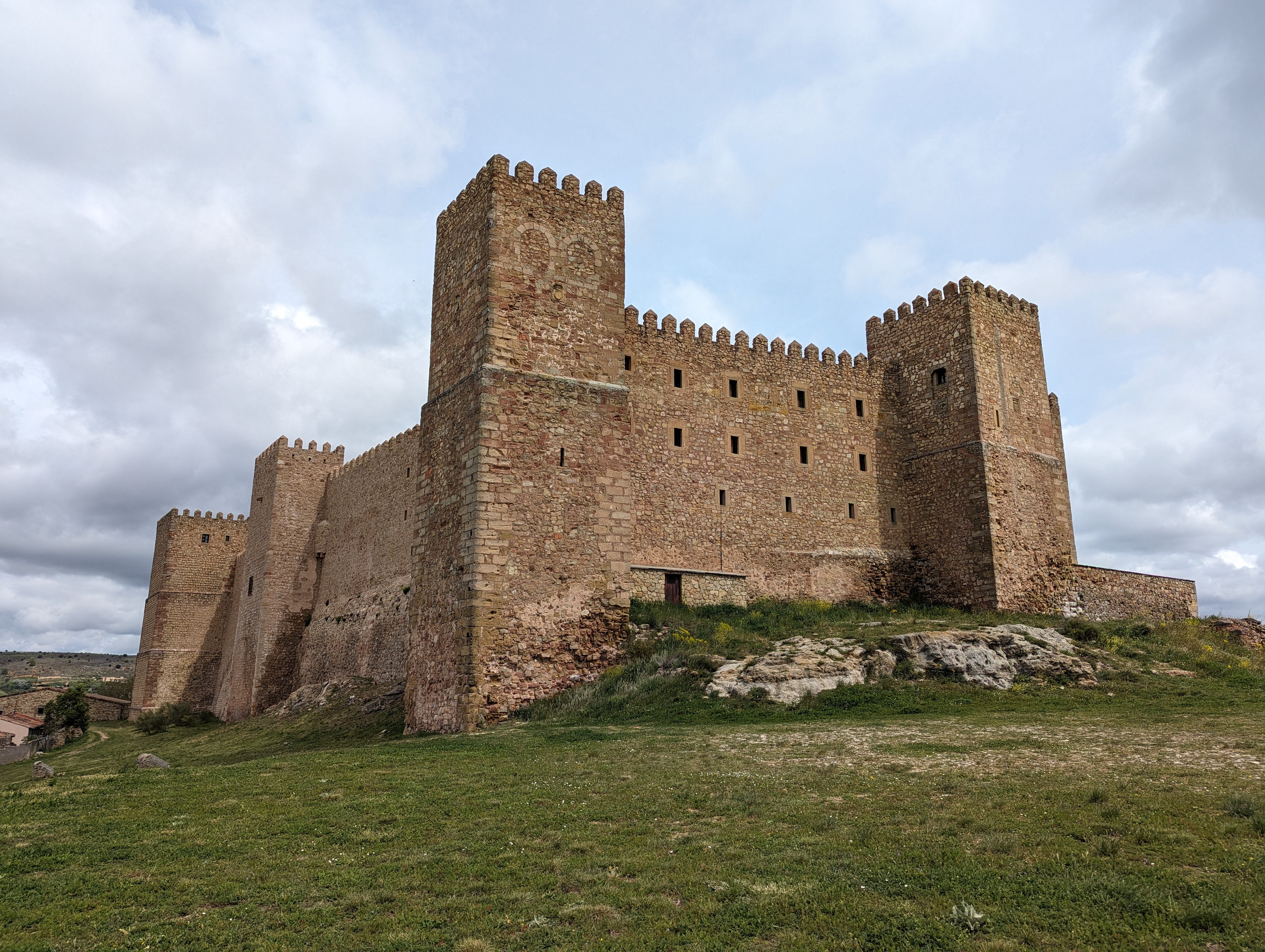
Vista desde el sur

La actual construcción es casi toda nueva siendo las piezas auténticas aunque reconstruidas que se conservan, la Capilla Románica, la Portada y Torres así como la barbacana, las dos portadas renacimiento del Patio de Armas y el Salón del Trono. Son de nueva traza las cuatro fachadas interiores a dicha plaza, comedores, cafetería, bar, pasadizo elevado y todo el cuerpo de habitaciones y el patio de ladrillo. Se ha respetado el perímetro general del castillo siendo la fachada al este absolutamente nueva y las otras tres reconstruidas y reformadas. Se han cerrado amplios huecos y derribado añadidos, pretendiendo devolver el carácter medieval del exterior. Una antemuralla da acceso a un patio y a la puerta principal, del siglo XIV, flanqueada por dos cubos con sus matacanes, y almenas en la parte superior. El gran patio interior albergaba la población de Sigüenza en caso de ataque. En el centro permanece el pozo que abastecía de agua a la fortaleza. Las partes visitables del interior recrean a los salones y estancias en piedra tallada en que vivieron los obispos y su corte: mobiliario de época, armaduras, labradas chimeneas...
La obra se terminó en 1976 y fue su autor el arquitecto José Luis Picardo (1919-2010) por encargo del Ministerio de Información y Turismo. La inauguración oficial tuvo lugar en 1978 con la visita del rey Juan Carlos y la reina Sofía.
El castillo y su entorno ha sido escenario de diferentes rodajes, como las películas Cristóbal Colón: el descubrimiento y Juana la Loca, la serie Glow & darkness o el reality Traitors.